# El signo del Zorro (película de 1940)
El signo del Zorro (en inglés: The Mark of Zorro) es una película de 1940 de la 20th Century Fox. Fue nominada en 1941 al premio Óscar por mejor banda sonora. En 2009 fue añadida al National Film Registry de la Biblioteca del Congreso de Estados Unidos para su preservación por ser "cultural, histórica o estéticamente significativa".

## Trama
La historia se escenifica en la Alta California, México, durante el siglo XIX. Don Diego Vega, hijo del rico hacendado don Alejandro Vega, regresa a casa luego de su permanencia en una escuela en España. Allí se encuentra con el maltrato hacia la gente por parte del gobernador Quintero. Don Diego se disfraza como El Zorro, un proscrito enmascarado quien se convierte en defensor de los oprimidos. Entretanto don Diego tiene un romance con Lolita, la bella sobrina del gobernador, así como con Inez, la esposa del gobernador. Además debe defenderse del malévolo capitán Pasquale, el más hábil esbirro del gobernador.

## Reparto
- Tyrone Power como Diego De La Vega.
- Linda Darnell como Lolita Quintero.
- Basil Rathbone como el capitán Esteban Pasquale.
- Gale Sondergaard como Inez Quintero.
- Eugene Pallette como fray Felipe.
- J. Edward Bromberg como Don Luis Quintero.
- Montagu Love como Don Alejandro Vega.
- Janet Beecher como la señora Isabella Vega.
- George Regas como el sargento Gonzales.
- Chris-Pin Martin.
- Robert Lowery como Rodrigo.
- Belle Mitchell como María.
- John Bleifer como Pedro.
- Frank Puglia.
- Eugene Borden.
- Pedro de Córdoba como Don Miguel.
- Guy D'Ennery como Don José.